# Kate Crawford
Pour les articles homonymes, voir Crawford.
Kate Crawford est une chercheuse australienne. Elle est professeure à l’Université de New York et chercheuse à Microsoft.
Elle est connue pour ses travaux sur les effets sociaux du numérique, et notamment du big data et de l'intelligence artificielle. Elle contribue également au champ des études critiques sur les données.
En 2017, elle a co-fondé avec Meredith Whittaker le AI Now Institute.
En 2019, elle est la première professeure invitée de la chaire de « Recherche intelligence artificielle et justice » à l'École normale supérieure de Paris, en partenariat avec la Fondation Abeona.
Kate Crawford a aussi été musicienne dans le groupe de musique électronique B(if)tek (en).

## Publications
- (en) Kate Crawford, « Can an Algorithm be Agonistic? Ten Scenes from Life in Calculated Publics », Science, Technology, & Human Values, vol. 41, no 1,‎ 24 juin 2015, p. 77–92 (DOI 10.1177/0162243915589635)
- (en) Danah Boyd et Kate Crawford, « Critical Questions for Big Data », Information, Communication & Society,‎ 2011
- (en) Kate Crawford, Atlas of AI : Power, Politics, and the Planetary Costs of Artificial Intelligence, Yale University Press, 2021
  - Kate Crawford (trad. Laurent Bury), Contre-atlas de l’intelligence artificielle [« Atlas of AI : Power, Politics, and the Planetary Costs of Artificial Intelligence »], éditions Zulma, 2022

## Discographie avec B(if)tek
- 1996 : Sub-Vocal Theme Park, Geekgirl
- 2000 : 2020, Murmur/Sony
- 2003 : Frequencies Will Move Together, Subvocal